# Ulf Uggason
Ulf Uggason (nórdico antiguo: Úlfr, n. 958) fue un vikingo y escaldo de Meðalfell, Reynivellir, Kjósar en Islandia que vivió a finales del siglo X.
La saga de Laxdœla cuenta cómo compuso su Húsdrápa para una boda. Geirmundr casó con Þuríðr, cuyo padre, Ólafur pái Höskuldsson, tuvo una magnífica sala construida en su granja en Hjarðarholt (Islandia), con pinturas que representan las leyendas en las paredes y el techo:

La fiesta de la boda fue muy concurrida, por la nueva sala se terminó. Ulf Uggason de los invitados fue ordenado, y que había hecho un poema sobre Olaf Hoskuldson y de las leyendas que fueron pintadas alrededor de la sala, y lo despedía en la fiesta. Este poema se llama "Canción de Cámara", y se hace así. Olaf lo recompensó bien por el poema.
—The Laxdæla saga (29), traducido Muriel Press

La saga de Njál menciona que se opuso a los intentos de cristianización del misionero Þangbrandr, enviado por el rey Olaf Tryggvason de Noruega.